# Засоби масової інформації в Івано-Франківську

## Друковані ЗМІ

### Перші видання
- «Дзєннік Станіславовскі» (1848)
- «Кур'єр Станиславівський» (1872)
- «Бігун Станиславівський» (1873)
- «Гасло» (1875)
- «Газета Підкарпатська» (1876)
- «Хроніка» (1880)
- «Голос Станиславівський» (1881)
- «Ехо Покуття» (1883)
- «Хроніка Станиславівська» (1885)
- брошура для дітей: «Світелко» (1883) * «Господарь и Промышленник» (з 1879 до 1882)
- часопис «Денниця» (1880)

«Вісник Станіславської єпархії» (з 1886 до 1939)
- «Богословський альманах» (1887)

### Сучасне видавництво
У місті видаються:
- Регіональна газета "Галицький кореспондент", [2]

- Газета «Галичина»,
- Івано-Франківський тижневик "Репортер" [3]
- Інтернет видання «Місто» [4]
- Інтернет видання «Frankivchany» [5]
- Прикарпатська правда [6]
- Газета "Вечірній Івано-Франківськ" [7]
- Регіональна газета "Західний кур"єр",
- Газета "Івано-Франківськ і франківці",
- Видавництво "Нова Зоря",
- Газета «Вперед»
- Газета «Рідна земля»
- Газета «Івано-Франківський Оглядач»
- Газета «Світ молоді»
- Газета «Молодий поляк»
- Газета «Пластилін»,
- Тижневик "АФІША Прикарпаття" [8]
- Газета безкоштовних оголошень"Анонс-контракт" [9]
- Безкоштовна газета "СІТІ",
- Журнал «Щаслива пара»,
- Журнал «Версаль» [10]
- Журнал «Місто» [4]
- Журнал «Like» [11]

## Телебачення

### Місцеві телекомпанії
- ТРК "КАНАЛ-402".
- Івано-Франківська обласна телерадіокомпанія "РАІ"

- Івано-Франківське обласне телебачення «Галичина» [13]
- Івано-Франківська обласна телерадіокомпанія «3-Студія»;
- Івано-Франківська муніципальна телерадіокомпанія "Вежа";
- Суспільне Івано-Франківськ.

### Хронологія розвитку телебачення
1990 Засновано найпершу на Прикарпатті телевізійну студію "Народна телестудія "Захід"
1991-07-01 року виходить в ефір телекомпанія "40 Канал" на 40-му ДМВ-каналі. Телекомпанія транслює щоденно 8 годин наступні програми: "Новини краю", "Факти, події, коментарі", "Актуальне Інтерв'ю", "Малятам на добру ніч". 
В жовтні 1992 року починає виходити в ефір нічна авторська розважально-пізнавальна передача Мирослава Бойчука «Сова». ЇЇ основу складали зустрічі із цікавими людьми, серед яких Левко Дурко (Бебешко), Ласло Габош, Зоя Слободян, композитори Степан Гіга, Остап Гавриш, Володимир Домшинський та інші. Це була перша місцева телепрограма, яка трансювалась у режимі live. 
Згодом Телекомпанія транслює свої програми на 2-му метровому каналі і змінює назву на "КАНАЛ-402" - під цією назвою Телекомпанія транслює програми по сьогоднішній день (10.10.2014).
1991 листопад — телеканал «ОТБ Галичина» переходить на щоденний ефір
1994 1 лютого — телеканал "3 tv" розпочинає мовлення на 30 ТВК
1997—2003 телеканал «ОТБ Галичина» виходить в ефір на телеканалах «Інтер» (5 год/добу) та «Перший Національний»
2000 травень-серпень — телеканал «Eurosport» ретранслюється на 36 ТВК
2001 телеканал «Вежа» розпочав мовлення на 2 ТВК, згодом ретранслює «Новий канал»
2003 1 січня — телеканал «НБМ» (зараз 5-й канал) розпочав мовлення на 57 ТВК
телеканал "3 tv" розпочинає ретрансляцію телеканалу «Тоніс» на 30 ТВК
серпень — телеканал «ОТБ Галичина» розпочав мовлення на 26 ТВК
жовтень — телеканал «Україна» розпочав мовлення на 43 ТВК
листопад — телеканал «ТЕТ» розпочав мовлення на 51 ТВК
телеканал «СТБ» розпочав мовлення на 36 ТВК
2004 30 жовтня — телеканал «М1» розпочав мовлення на 59 ТВК
1 листопада — телеканал "3 tv" розпочинає ретрансляцію телеканалу «НТН» замість телеканалу «Тоніс» на 30 ТВК
телеканал «ТЕТ» розпочав мовлення на 51 ТВК
2005 1 березня — телеканал «НТН» розпочав мовлення на 64 ТВК
травень — телеканал "3 tv" розпочав ретранслювати телеканал «Тоніс» замість телеканалу «НТН», телеканал «Мегаспорт» розпочав мовлення на 47 ТВК
2006 1 березня — телеканал «24» розпочав мовлення на 33 ТВК
З 2007 року в Івано-Франківську телеканал «24» подає місцеві новини у 15-хвилинних інформаційних блоках: останні події громадського та політичного життя Прикарпаття, новини економіки, спорту, шоу-бізнесу, культури, курси валют та погода.
2008 1 вересня — замість телеканалу «Мегаспорт» розпочав мовлення телеканал «К1» на 47 ТВК
2010 11 лютого — телеканал «ОТБ Галичина» припинив ретрансляцію телеканалу «УТ-Захід» на 26 ТВК

## Радіостанції
Всеукраїнські та місцеві радіокомпаній здійснюють своє мовлення на території міста:
| №  | Назва                                                | Частота   | Головна студія                                | Музичний формат | Включення місцевої студії          | Примітки |
| -- | ---------------------------------------------------- | --------- | --------------------------------------------- | --- | ---------------------------------- | --- |
| 1  | Радіо Промінь                                        | 88,8 МГц  | Київ                                          | Музично-інформаційний |                                    | |
| 2  | Радіо Культура                                       | 91,0 МГц  | Київ                                          | Інформаційно-просвітницький |                                    | |
| 3  | Radio Nostalgie                                      | 95,1 МГц  | Київ                                          | Easy Listening |                                    | |
| 4  | Українське радіо / Українське радіо Івано-Франківськ | 100,4 МГц | Київ / Івано-Франківськ                       | Інформаційно-розважальний. | будні: 12:35 – 13:00 17:35 – 18:00 | |
| 5  | Radio ROKS                                           | 100,9 МГц | Київ                                          | В ефірі переважає музика стилів рок та хеві-метал 80-х років. | Рекламні блоки                     | |
| 6  | Радіо Байрактар                                      | 101,3 МГц | Київ                                          | Музично-інформаційний | Рекламні блоки                     | |
| 7  | Радіо М                                              | 102,0 МГц | Київ                                          | Релігійно-просвітницький |                                    | |
| 8  | ХІТ FM Україна                                       | 102,6 МГц | Київ                                          | AC/ Hot AC | Рекламні блоки                     | Станція розпочала мовлення 22.12.2003. |
| 9  | DJFM                                                 | 103,0 МГц | Київ                                          | Електронна танцювальна музика, Сучасна музика для дорослих | Рекламні блоки                     | |
| 10 | Радіо «П'ятниця»                                     | 103,4 МГц | Київ                                          | Естрадна музика | Рекламні блоки                     | |
| 11 | Люкс FM                                              | 103,8 МГц | Київ                                          | Hot AC | Рекламні блоки                     | Станція розпочала мовлення 14.07.2004 |
| 12 | Радіо «Західний полюс»                               | 104,3 МГц | Івано-Франківськ                              | Hot AC/CHR також ефірі станції транслюються програми виробництва київської синдикейшн-компанії "ФДР Радіоцентр". | —                                  | Станція веде мовлення з 25.12.1995 |
| 13 | Радіо MAXIMUM                                        | 104,7 МГц | Київ                                          | AC | Рекламні блоки                     | |
| 14 | Наше радіо                                           | 105,2 МГц | Київ                                          | AC/ Hot AC | Рекламні блоки                     | |
| 15 | Радіо Дзвони                                         | 105,8 МГц | Івано-Франківськ                              | виключно композиції українською мовою. Окрім музичних блоків в ефірі лунають новини та релігійні програми (зокрема, прямі трансляції служб). Серед іншого в ефірі станції транслюються програми виробництва компанії Радіо "Воскресіння". | —                                  | Станція існує з 26.11.1996. На цій частоті веде мовлення з 1999-го року, до того станція працювала на каналі 105.3МГц. В нинішньому форматі працює з 21.09.2002 |
| 16 | Армія FM                                             | 106,4 МГц | Київ                                          | Музично-інформаційний |                                    | |
| 17 | Радіо «Вежа»                                         | 107,0 МГц | Івано-Франківськ (муніципальна радіостанція). | Hot AC. Окрім музичних блоків в ефірі лунають новини (10 випусків на добу). Транслює інформаційні програми Української служби "Голос Америки".                                                                                            | —                                  | Веде мовлення з 16.11.1999 |
| 18 | Радіо НВ                                             | 107,8 МГц | Київ                                          | News/Talk | Рекламні блоки                     | |

Інтернет-мовлення: Західний полюс Весь світ 128 kb/s MP3  DJ IF UA Весь світ 128 kb/s[недоступне посилання з липня 2019].
Інтернет-мовлення: Вежа FM
Також проводове мовлення здійснює Івано-Франківська обласна державна телерадіокомпанія 